# Grand lac Caribou
Pour les articles homonymes, voir Lac du Caribou.
Le Grand lac Caribou est un plan d'eau douce situé dans le territoire du côté Est de la rivière Saint-Maurice, dans la ville de La Tuque, en Mauricie, au Québec, au Canada.

## Géographie
Le "Grand lac Caribou" (long de 1,2 km dans le sens nord-sud) est situé en région forestière au nord du Lac Wayagamac à seulement huit kilomètres à l'est du centre-ville de La Tuque. Située au sud du lac, sa décharge coule vers le sud sur environ 150 m, pour aller se déverser dans le "Petit lac Caribou" (altitude de 348 m ; longueur de 710 m). Puis la décharge de ce dernier coule vers le sud sur 2,7 km pour aller se déverser du côté nord du lac Wayagamac. La route forestière desservant le nord du "Grand lac Caribou" est le chemin des Hamelin et le chemin du Lac-à-la-Ligne.

## Toponyme
À l'arrivée en Haute-Mauricie des explorateurs d'ascendance européenne, la population de caribous était grande. Les amérindiens utilisaient cet animal pour sa viande, sa peau et ses bois qui sont longs et aplatis. Dans le territoire actuel de la ville de La Tuque, le toponyme « Lac Caribou » attribué à cinq lieux différents a été remplacé par d'autres désignations, afin d'éviter la confusion. Les noms d'animaux sont fréquents dans la toponymie canadienne-française. La Commission de toponymie du Québec a répertorié de nombreux noms de lieux utilisant le terme "Caribou".
Le toponyme "Grand lac Caribou" a été officialisé le 25 janvier 1990 à la Banque des noms de lieux de la Commission de toponymie du Québec.